# Герб Чіуауа
Герб вільного та суверенного штату Чіуауа — герб мексиканського штату Чіуауа.

## Історія
1938 року, коли Товариство історичних досліджень Чіуауенсе запропонувало створити герб, який слугував би товариству, комісія з членів, серед яких були Леон Баррі та Хосе Карлос Чавес Флорес, отримала доручення розробити проєкт і підготувати пропозицію. Хосе Карлос Чавес, безсумнівно, найбільше працював над проектом, доки не був завершений остаточний варіант герба, прийнятий товариством.
Пізніше, коли цей герб був прийнятий муніципалітетом Чіуауа в 1941 році, він сам відповідав за внесення відповідних змін до нього, поки він не залишився таким, яким він є сьогодні. Цей же герб був прийнятий на державному рівні 1983 року.

## Опис
Герб штату Чіуауа має готичний огівальний тип, тобто закінчується кутом (це незвично для гербів Мексики, які наслідують іспанську геральдичну традицію). Кажуть, що така форма пов'язана з тим, що творець був громадянином Франції, який проживав у місті Чіуауа, але це не піддається перевірці у 2007 році). Він складається з червоного бордюра, на якому вгорі написано «Estado D Chih», абревіатура Estado de Chihuahua, а з боків — девіз держави «Мужність, вірність, гостинність» (Valentía, Lealtad, Hospitalidad), срібними літерами, і по одному яблучному цвіту на кожному з верхніх кінців.

Варіант муніципального щита Чіуауа, який використовувався штатом до 1983 року.

Основна частина щита поділена на три асиметричні поля, відокремлені одна від одної та від кордону смугою лаврового листя (зеленого кольору), у першому блакитному полі три пагорби, які домінують на ландшафті місто Чіуауа, столиця штату, де розташовані «Ель-Коронель», «Санта-Роза» і «Гранде» в їхньому природному кольорі, а на передньому плані зліва направо шахтна лебідка, ділянка акведука столиці штату і мескітове дерево.
Центральне поле у вигляді шістнадцяти срібних та червоних шахових клітин, які символізують голоси «за» і «проти», які були віддані для заснування міста Чіуауа 1709 року та призвели до співпереживання, а поверх зображені один проти одного профілі облич іспанського конкістадора та індіанця тараумара.
У нижньому синьому полі золотий фронтиспис собору Чіуауа.
Герб муніципалітету Чіуауа точно такий же, як і штату. Лише з двома відмінностями, щоб сказати на місці штату Chih, Sn Phe el Rl de Chih, «Sna Phelipe el Real de Chihuahua». Інша відмінність полягає в тому, що державний щит не включає золоті та срібні намети та шолом.

## Тлумачення щита
Вгорі, у куполоподібному вирізі, напис «ESTADO D CHIH» оточений яблуневим цвітом у кожній з верхніх вершин, і цей цвіт представляє Чіуауа та чіуауанців у культурних центрах. Слова «Сміливість, Вірність і Гостинність», які оточують і обрамляють її, представляють якості та характеристики Чіуауа, що притаманні чіуауанцям. Філе лаврового листя символізує перемоги, яких чихуахуенці досягли в усіх сферах людської діяльності.
У головній частині шахтна лебідка інтерпретує роботу і нагадує про те, що було головним багатством держави та її нащадків, і що дало життя багатьом містам, деякі з яких є одними з найважливіших.
Акведук, перший монументальний витвір колоніальних предків у цьому місті, вказує на нестачу води та прагнення здобути необхідні запаси в пустелі. Мескіт, ксерофітна рослина, характеризує і представляє всю флору. Пагорби, які є частиною ландшафту, також символізують непривітний характер цих земель.
У середній частині срібні та червоні квадрати — це голоси, подані за і проти рішення про заснування цього міста 1709 року, на відміну від іншого міста, Санта-Еулалія-де-Мерида-де-Чіуауа, яке було засноване на злитті річок Сакраменто та Чувіскар вирішальним голосом дона Антоніо де Деза-і-Уллоа-і-Менсія, губернатора провінції Нуева-Віскайя.
У цій частині на стилізованому золотому медальйоні іспанський солдат праворуч і жінка тараумара ліворуч, які дивляться на центр, символізують важливість колонізації, а також метисацію. У нижній частині, на блакитному полі, фронтиспис собору, прекрасної колоніальної пам'ятки, яку так шанують жителі Чіуауа, виражає їхню сильну віру.

## Герби муніципалітетів

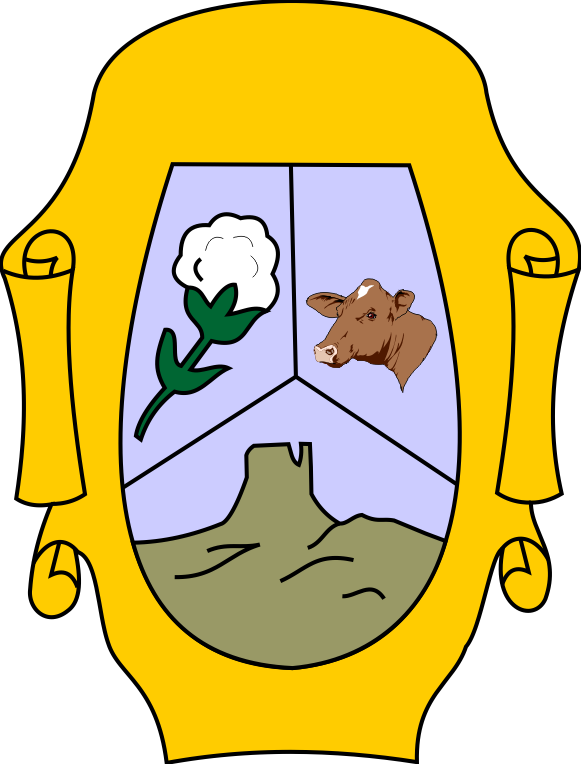
Аумада
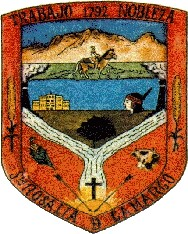
Камарго
Касас-Грандес
Чіуауа
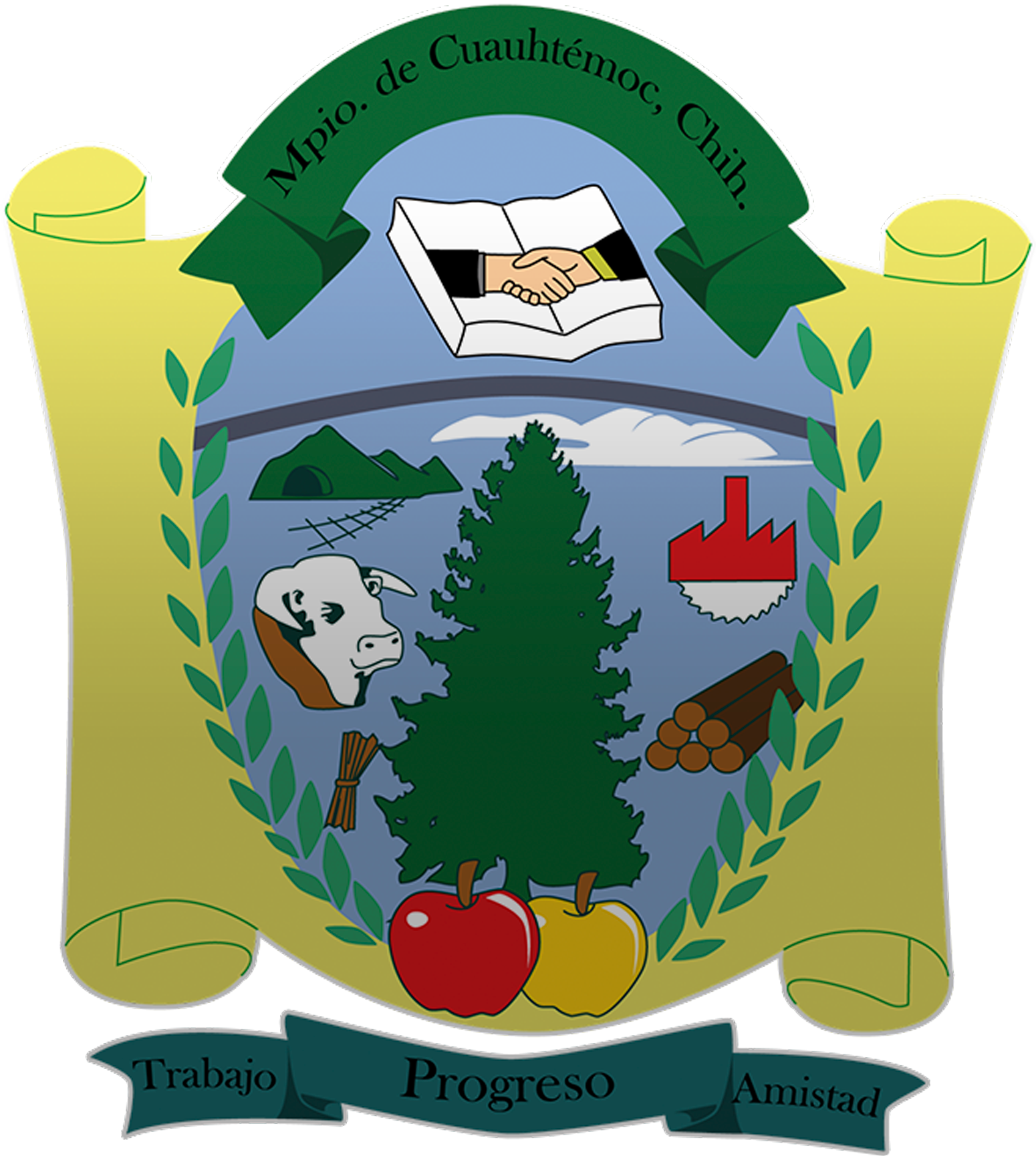
Куаутемок
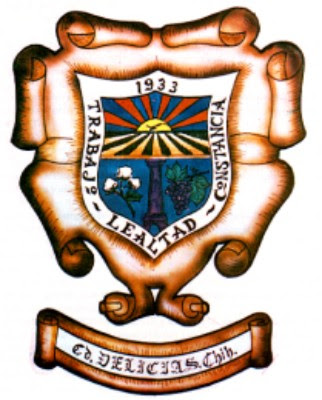
Делісьяс
Хуарес
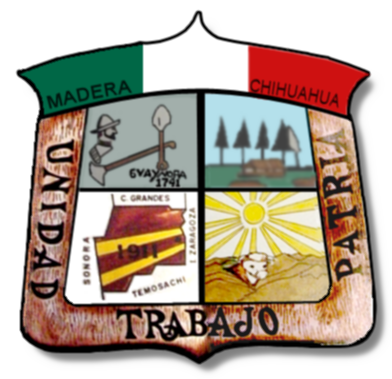
Мадера
Саусільо